# Кордоба, Хуан
Хуа́н Хосе́ Ко́рдоба Сапа́та (исп. Juan José Córdoba Zapata; род. 11 июля 2003 года, Медельин, Колумбия) — колумбийский футболист, вингер хорватского клуба «Динамо» (Загреб).

## Клубная карьера
Хуан Кордоба — воспитанник колумбийского клуба «Депортиво Кали». В июле 2022 года Кордоба на правах арендного соглашения перешёл в колумбийский клуб «Форталеса». 9 июля 2022 года в матче Примеры B против клуба «Тигрес Богота» (1:0) он дебютировал за новую команду, выйдя на замену на 83-й минуте. В декабре 2022 года, после завершения срока аренды, Хуан покинул «Форталесу». За время пребывания в клубе он принял участие в 15 играх во всех соревнованиях.
16 февраля 2023 года в матче Кубка Колумбии против клуба «Барранкилья» (3:3) Кордоба дебютировал за «Депортиво Кали», выйдя на замену на 60-й минуте. 15 сентября 2023 года в матче Примеры A против «Атлетико Уила» (1:0) колумбийский вингер забил дебютный гол за «Депортиво Кали». 10 февраля 2024 года в матче Примеры A против клуба «Бояка Чико» Кордоба оформил первый дубль в карьере, а также отдал две голевые передачи на Луиса Сандоваля.
9 августа 2024 года Хуан Кордоба перешёл в хорватский клуб «Динамо» (Загреб), подписав контракт до конца июня 2028 года. 16 августа 2024 года в матче ХФЛ против клуба «Шибеник» (3:0) он дебютировал за новый клуб, выйдя на замену на второй тайм. 24 августа в матче ХФЛ против «Горицы» (2:1) вингер отметился первым результативным действием за «Динамо», отдав голевую передачу на Сандро Куленовича. 6 октября забил дебютный гол «Динамо» (Загреб), поразив ворота клуба «Вараждин» (0:1).
29 января 2025 года колумбиец дебютировал в Лиге Чемпионов, выйдя на замену на 74-й минуте в победном матче против «Милана» (2:1).

## Карьера в сборной
Выступал за молодёжную сборную Колумбии. Участник Южноамериканских игр 2022 года, где Колумбия завоевала бронзовые медали. Кордоба принял участие во всех матчах турнира. В матче за третье место против сборной Уругвая (2:1) забил дебютный гол за Колумбию.

## Статистика
| Выступление      | Выступление      | Выступление      | Чемпионат | Чемпионат | Кубки | Кубки | Еврокубки | Еврокубки | Итого | Итого |
| Клуб             | Лига             | Сезон            | Игры      | Голы      | Игры  | Голы  | Игры      | Голы      | Игры  | Голы  |
| ---------------- | ---------------- | ---------------- | --------- | --------- | ----- | ----- | --------- | --------- | ----- | ----- |
| → Форталеса      | Примеры B        | 2022             | 11        | 0         | 1     | 0     | —         | —         | 12    | 0     |
| → Форталеса      | Примеры B        | 2023             | 3         | 0         | 0     | 0     | —         | —         | 3     | 0     |
| → Форталеса      | Итого            | Итого            | 14        | 0         | 1     | 0     | —         | —         | 15    | 0     |
| Депортиво Кали   | Примера A        | 2023             | 19        | 1         | 4     | 0     | —         | —         | 23    | 1     |
| Депортиво Кали   | Примера A        | 2024             | 22        | 6         | 0     | 0     | —         | —         | 22    | 6     |
| Депортиво Кали   | Итого            | Итого            | 41        | 7         | 4     | 0     | —         | —         | 45    | 7     |
| Динамо (Загреб)  | ХФЛ              | 2024/25          | 11        | 1         | 3     | 1     | 3         | 0         | 17    | 2     |
| Динамо (Загреб)  | Итого            | Итого            | 11        | 1         | 3     | 1     | 3         | 0         | 17    | 2     |
| Всего за карьеру | Всего за карьеру | Всего за карьеру | 66        | 8         | 8     | 1     | 3         | 0         | 77    | 9     |

1. ↑  Кубок Колумбии, Кубок Хорватии.
2. ↑  Квалификация Лиги Чемпионов УЕФА, Лига Чемпионов УЕФА.

## Достижения
Колумбия (до 20)
- Бронзовый призёр Южноамериканских игр: 2022[англ.]